# Мичельськіан
Мичельськіа́н або граф Миче́льського неорієнтованого графа — граф, отриманий застосуванням побудови Мичельського (Mycielski, 1955). Побудова зберігає відсутність трикутників, але збільшує хроматичне число. Мичельський показав, що застосовуючи пробудову повторно до початкового графа без трикутників, можна отримати графи без трикутників довільно великого розміру.

## Побудова

Граф Ґрьоча як мичельскіан 5-циклового графа.

Нехай n вершин заданого графа G — це v0, v1 і т. д. Граф Мичельського μ(G) графа G містить G в як підграф і ще n+1 вершину — по вершині ui для кожної вершини vi графа G, і ще одну вершину w. Кожна вершина ui з'єднана ребром з w так, що вершини утворюють зірку K1,n. Крім того, для кожного ребра vivj графа G граф Мичельського включає два ребра — uivj і viuj.
Так, якщо G має n вершин і m ребер, μ(G) має 2n+ 1 вершин і 3m+n ребро.

## Приклад
Ілюстрація показує побудову Мичельського, застосовану до циклу з п'ятьма вершинами — vi для 0 ≤ i ≤ 4. Отриманий мичельськіан — це граф Ґрьоча, граф з 11 вершинами і 20 ребрами. Граф Ґрьоча є найменшим графом без трикутників із хроматичним числом 4 (Chvátal, 1974).

## Багаторазове повторення побудови мичельськіана

Графи Мичельського M_{2}, M_{3} і M_{4}

Застосовуючи побудову мичельськіана повторно, починаючи від графа з єдиним ребром, отримаємо послідовність графів Mi = μ(Mi-1), іноді також званих графами Мичельського. Кілька перших графів у цій послідовності — це графи M2 = K2 з двома вершинами, з'єднаними ребром, цикл M3 = C5 і граф Ґрьоча з 11 вершинами і 20 ребрами.
У загальному випадку графи послідовності Mi не мають трикутників, (i-1)-вершинно зв'язні й i-хроматичні. Mi має {\displaystyle 3\times 2^{i-2}-1} вершин (послідовність A083329 з Онлайн енциклопедії послідовностей цілих чисел, OEIS). Число ребер у Mi для малих i дорівнює
0, 0, 1, 5, 20, 71, 236, 755, 2360, 7271, 22196, 67355, … (послідовність A122695 з Онлайн енциклопедії послідовностей цілих чисел, OEIS).

## Властивості

Гамільтонів цикл в M_{4} (граф Ґрьоча)

- Якщо G має хроматичне число k, то μ(G) має хроматичне число k + 1 (Mycielski, 1955).
- Якщо G не має трикутників, то μ(G) теж не має трикутників (Mycielski, 1955).
- Узагальнюючи, якщо G має клікове число ω(G), то μ(G) має клікове число max (2, ω(G)) (Mycielski, 1955).
- Якщо G — фактор-критичний граф, то таким самим є μ(G) (Došlić, 2005). Зокрема, кожен граф Mi для i ≥ 2 є фактор-критичним.
- Якщо G — гамільтонів цикл, то таким самим є μ(G) (Fisher, McKenna, Boyer, 1998).
- Якщо G має число домінування γ(G), то μ(G) має домінівне число γ(G)+1 (Fisher, McKenna, Boyer, 1998).

## Конус над графами
Узагальнення мичельскіана, зване конусом над графом, увів Штибіц (Stiebitz, 1985) і згодом вивчали Тардіф (Tardif, 2001) та Лін, Ву, Лем і Гу (Lin, Wu, Lam, Gu, 2006).
Нехай G — граф із множиною вершин {\displaystyle V^{0}=\left\{v_{1}^{0},v_{2}^{0},...,v_{n}^{0}\right\}} і множиною ребер {\displaystyle E^{0}}. Нехай дано ціле число {\displaystyle m\geq 1}. Для графа G назвемо m-мичельськіаном граф {\displaystyle \mu _{m}(G)} зі множиною вершин
{\displaystyle V^{0}\cup V^{1}\cup V^{2}\cup ...\cup V^{m}\cup \left\{u\right\}},
де {\displaystyle V^{i}=\left\{v_{j}^{i}:v_{j}^{0}\in V^{0}\right\}} — це i-та копія {\displaystyle V^{0}} для {\displaystyle i=1,2,...,m}, а множина ребер
{\displaystyle E^{0}\cup \left(\bigcup _{i=0}^{m-1}\left\{v_{j}^{i}v_{j'}^{i+1}:v_{j}^{0}v_{j'}^{0}\in E^{0}\right\}\right)\cup \left\{v_{j}^{m}u:v_{j}^{m}V^{m}\right\}}
Визначимо {\displaystyle \mu _{0}(G)} як граф, отриманий доданням універсальної вершини u. Очевидно, що мичельськіан — це просто {\displaystyle \mu _{1}(G)}.